# Front pel País Valencià
El Front pel País Valencià (Frente por el País Valenciano en castellano) fue un partido político español de ámbito valenciano constituido en 1998 como formación política formada básicamente por gente vinculada al Bloc de Progrés Jaume I de ACPV, descontentos con el rumbo trazado por el Bloc Nacionalista Valencià donde había exmilitantes del PSAN, liderados por Agustí Cerdà, militantes de la federación valenciana de ERC y algunos exmilitantes de otras formaciones, como Toni Cucarella (UPV) o Toni Roderic y Jaume Ivorra (PSPV-PSOE).
En las elecciones autonómicas valencianas de 1999 el partido decide no presentarse, así como a las municipales que se celebraban el mismo día a excepción del municipio de Rotglá y Corbera donde Toni Cucarella, miembro de la dirección del partido, es elegido concejal del ayuntamiento, que posteriormente abandonaría por discrepancias con los socios de la candidatura miembros del Bloc Nacionalista Valencià.
En las elecciones generales españolas de 2000 concurrió a las elecciones coaligada con Esquerra Republicana, siendo dos militantes del Front pel País Valencià, Agustí Cerdà y Jaume Ivorra cabezas de lista por la circunscripción de Valencia y Alicante respectivamente mientras que el cabeza de lista en Castellón fue para un militante de ERC, obteniendo 3083 votos en la Comunidad Valenciana.
Meses después, en julio del 2000, el Front pel País Valencià vistos los pobres resultados electorales y en un congreso extraordinario decide disolverse y fusionarse con la Federación Valenciana de ERC para formar posteriormente en otro congreso extraordinario en septiembre, la refundación del partido como Esquerra Republicana del País Valencià.